# توبردي (بهمئي غرمسيري الشمالي)
توبردي (بالفارسية: توبردی) هي قرية تقع في إيران في قسم بهمئي غرمسیري الشمالي الريفي. يقدر عدد سكانها بـ 14 نسمة بحسب إحصاء 2016.